# Kaliwerk Gewerkschaft Salzmünde
Die Schachtanlage des Kaliwerkes Gewerkschaft Salzmünde liegt am Südwestrand der Ortslage Zappendorf im Saalekreises. Im Bergwerk wurden von 1908 bis 1924 verschiedene Kalisalze abgebaut. Die Schachtanlage ist seit 1925 im Niveau der 868-m-Sohle durchschlägig mit dem südlich von ihr gelegenen Grubenfeld des Kaliwerkes Teutschenthal (ehemals Kaliwerk Krügershall AG) und dieses wiederum mit dem sich östlich anschließenden Grubenfeld Angersdorf (früher Kaliwerk Gewerkschaft Saale sowie Hallesche Kaliwerke A.-G.) verbunden. Nach Einstellung der Kaliförderung im Schacht Salzmünde am 1. Juli 1924 diente z. B. die Schachtröhre noch über Jahrzehnte als Flucht- und Wetterschacht für das Grubenfeld Krügershall/Teutschenthal.

## Such- und Erkundungsarbeiten

### Veranlassung
Die Anfänge der bergmännischen Gewinnung von Kalisalzen zur Herstellung von Dünger für die Landwirtschaft und anderen chemischen Produkten stand in Staßfurt.
Im Jahre 1839 begann man auf dem Salinengelände der Staßfurter Saline mit dem Abteufen einer Tiefbohrung, welche als Bohrloch für die Gewinnung einer reichhaltigeren Sole für den Siedebetrieb dienen sollte. Die Bohrung wurde nach zwölfjähriger Bohrzeit 1851 in einer Teufe von 581 m im Steinsalz eingestellt. Doch die diesem Bohrloch entnommene „bitterschmeckende“ Sole enthielt zur allgemeinen Enttäuschung eine große Menge unerwünschter Beimengungen (so u. a. Kaliumchlorid). Man hatte die Wahl entweder das Bohrloch aufzugeben oder sie als Vorbohrung für einen Schacht zu nutzen, durch den man das benötigte reine Steinsalz zur Soleanreicherung separat gewinnen konnte. Man entschied sich in der Folge zum Abteufen zweier dicht nebeneinander liegender Schächte (Teufbeginn Schacht „von der Heydt“ am 4. Dezember 1851; Teufbeginn Schacht „von Manteuffel“ am 9. Februar 1852). Die bergmännische Gewinnung von Steinsalz begann 1857. Ende 1858 durchörterte ein Querschlag das Kalilager, musste aber infolge eines Laugenzuflusses eingestellt werden. Erst im März 1860 konnten diese Aufschlussarbeiten erfolgreich weitergeführt werden.
Die inzwischen von verschiedenen Chemikern nachgewiesene industrielle Trennung des in diesen Kalisalzen enthaltenen Kaliums, dessen Wirksamkeit für das Pflanzenwachstum bereits Justus von Liebig um das Jahr 1840 erkannte, sowie die verfahrenstechnische Umsetzung einer auf Kalisalzen aufbauenden Düngemittelproduktion durch Adolph Frank im Jahre 1861 bildeten den Startpunkt einer nahezu euphorischen Suche und Erkundung weiterer Kalisalzlagerstätten.
Ausgehend vom sogenannten Staßfurter Berggeschrey begann auch im Raum Halle – Salzmünde – Teutschenthal eine rege Such- und Erkundungstätigkeit.

### Bohrungen und Mutungen
Ausgehend von der Kenntnis der verschiedensten Solequellen in der näheren und weiteren Umgebung sowie der Zechsteinaufschlüsse durch Bohrungen und Kupferschiefer-Schächte war sich die Internationale Bohrgesellschaft von Anton Raky in Erkelenz ziemlich sicher, auch hier im Teutschenthal – Salzmünder Raum auf die begehrten Kalilager zu stoßen.
Mit den ab 1902 niedergebrachten Bohrungen Teutschenthal I (Kalisalz von 634,7–690,0 m), Langenbogen I (Kalisalz von 721,4–765,9 m), Langenbogen II (Steinsalz ab 589,0 m), Langenbogen III (Steinsalz ab 572,9 m) sowie Bennstedt I (Kalisalz von 950,5–1007,5 m) fand man Kali- bzw. Steinsalz. Die Bohrgesellschaft legte darauf Mutungen auf die Funde in den Bohrlöchern Teutschenthal I sowie Langenbogen I und II ein und beantragte damit die Verleihung des Rechts zum Abbau des Steinsalzes und der beibrechenden Salze. Auf die Funde in den Bohrungen Langenbogen III und Bennstedt I wurden zwar auch Mutungen eingelegt, die Felder jedoch nicht gestreckt, sodass bei rechtzeitiger Wiedereinreichung der Mutungen die übrigen noch nicht verliehenen Teile des Gesamtfeldes gegen Dritte geschützt waren. Auf diese Weise verfügte die Internationale Bohrgesellschaft über ein Interessengebiet von 10 Preußischen Normalfeldern. Durch Abtretungsvertrag vom 27. März 1905 erwarben die Bankiers Friedrich H. Krüger aus Halberstadt und Siegfried Weinstock aus Halle/S die Rechte auf die von der Internationalen Bohrgesellschaft eingelegten Mutungen sowie auf das gesamte Interessengebiet. Diese Gerechtsame wurde zum Gegenstand der bereits am 29. März 1905 gegründeten Kaliwerk Krügershall Aktiengesellschaft.
Erst knapp ein Jahr später, am 15. Januar 1906, wurde die Gewerkschaft Salzmünde auf der Basis von 5 Preußischen Normalfeldern, abgetreten von den 10 Kalifeldern der Kaliwerk Krügershall A.-G., gegründet.

### Bohrungen im Raum Salzmünde
In der Umgebung der späteren Schachtanlage Salzmünde wurden ebenfalls mehrere Tiefbohrungen niedergebracht. Die Bohrungen Salzmünde I, IV und V wurden lediglich zu Mutungszwecken bis zum Steinsalz abgeteuft.
Die Tiefbohrung Langenbogen erschloss ab 719,1 m Teufe ein 46,8 m mächtiges Kalilager.
Die Tiefbohrung Salzmünde II erbohrte von 71 m bis 356 m Buntsandstein mit Gipseinlagerungen von 356 m bis 421 m bunten Ton mit Gipseinlagerungen, dann, nach einer 3 m mächtigen Rogensteinbank von 424 m bis 605 m bunten Ton mit Gips und Sandsteinbänken, von 605 m bis 629,50 m blauen Anhydrit, folgend unter einer Salztonschicht von 7,20 m Mächtigkeit ein 5,50 m mächtiges Hartsalzlager mit einem Kaliumchloridgehalt bis zu 50,5 %, darunter von 642,20 m bis 705,0 m Steinsalz, welches bei 660 m von einer schmalen Salztonschicht durchsetzt war.

## Die geologischen und hydrogeologischen Lagerstättenbedingungen

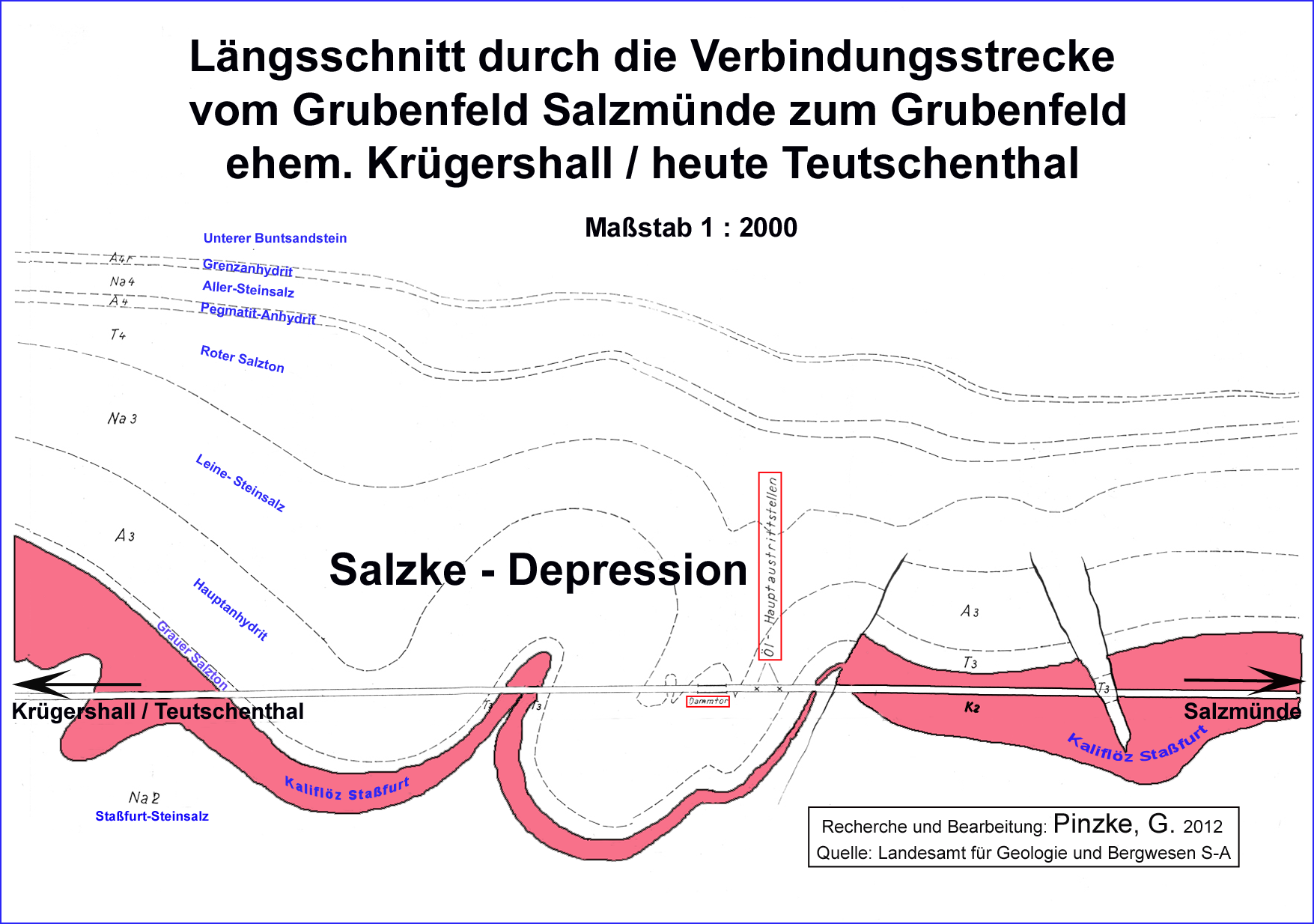
Längsschnitt durch die Verbindungsstrecke vom Grubenfeld Salzmünde zum Grubenfeld ehem. Krügershall / heute Teutschenthal

Die Schachtanlage Salzmünde liegt im Bereich des Salzmünder Sattels, einer relativ engbegrenzten kuppelförmigen Salzaufwölbung. Eine weitere Kuppel ist der sich im Süden anschließende Salzke-Breitsattel, der im Süden und Norden von den sogenannten Salzke-Depressionen (starke Einmuldungen der salinaren Ablagerungen) begleitet wird. Diesen Salzke-Breitsattel durchquerte eine Verbindungsstrecke vom Grubenfeld Salzmünde zum südlich davon gelegenen Grubenfeld Krügershall (dem heutigen Grubenfeld des Versatzbergwerkes Teutschenthal).
Die genannten Salzkuppeln sind als Folgeerscheinungen der Einpressung von Salz in den Bereich der Hornburger Tiefenstörung entstanden. Diese Störung bzw. die mit ihr verbundenen Sättel und Kuppeln trennen die größere westliche Mansfelder Mulde von einer östlich gelegenen kleineren Spezialmulde, der Bennstedt-Nietlebener Mulde. Infolge dieser regionalgeologischen Position liegen im Bereich der Schachtanlage Salzmünde relativ komplizierte tektonische Verhältnisse vor.
Der Salzke-Breitsattel streicht in Südsüdwest-Nordnordost-Richtung. An seiner Peripherie wurden durch Unter- und Übertage-Bohrungen weitere große Auffaltungen der salinaren Strukturen nachgewiesen. Lediglich in südöstlicher Richtung ist mit zunehmender tektonischer Beeinflussung zu rechnen. Hier erfolgt der Übergang zur wesentlich ungestörten Lagerstätte der Schachtanlage Teutschenthal an der Nordwest-Flanke des Teutschenthaler Sattels. Die hier angetroffene lebhafte Kleintektonik innerhalb des Salinars äußerte sich in geringmaßigen Faltungen und Zerreißungen.
Im Bereich des Schachtes Salzmünde treten als jüngste Ablagerungen die des Quartär auf (Grundmoränen, interglaziale Schotter, Löß und alluviale Bodenbildungen). Die nächst älteren Schichten sind bis des Unteren Muschelkalkes im Verlauf der Erdgeschichte wieder abgetragen worden, so dass erst wieder die Liegendschichten des Oberen Buntsandsteins und ihr folgend, die des Mittleren und Unteren Buntsandstein vertreten sind. Abgesehen von örtlichen Störungen und den damit verbundenen Mächtigkeitsschwankungen im Salinar entspricht die Salzfolge dem Staßfurter Normalprofil. Besonders stark deformiert wurde das Steinsalz der Leine-Folge des Zechsteins. Meist liegt es nur noch in reduzierter Mächtigkeit vor und ist spornartig in den Hauptanhydrit eingefaltet und mit diesem verzahnt.
Die Salinarfolge „Hauptanhydrit-Grauer Salzton-Deckanhydrit“ zeichnet sich durch zahlreiche Klüfte aus. Diese Klüfte erreichen im Hauptanhydrit der Leine-Serie (Zechstein 3) Mächtigkeiten bis zu einigen Zentimetern und im Grauen Salzton sogar bis zu 40 cm. Diese Klüfte sind sekundär mit Einlagerungen von Steinsalz, Sylvin oder Carnallit verheilt. Bemerkenswert sind kleinere Ölaustrittsstellen im Hauptanhydrit, welche auf eine erhöhte Bitumenführung dieses Horizontes hinweisen. Das Kalilager besitzt Mächtigkeiten bis zu 40 m und besteht fast ausschließlich aus einem stark mylonitisiertem kieseritischen Carnallit-Halit und zeigte nur im Hangenden eine stärkere Tonführung. Zum Liegenden hin fehlen die typischen kieseritischen Übergangsschichten. Ebenso sind hier die sogenannten Leitbänke (wie noch folgend in den Ablagerungen des Teutschenthaler Grubenfeldes beschrieben) nur selten ausgebildet. Charakteristisches Merkmal des Carnallitits des Salzke-Sattels ist das Fehlen von Tachydrit, einem Magnesium-Calcium-Chlorid. Auch im Nordteil des Salzmünder Sattels trat Tachhydrit kaum auf. Er war vor allem im Südfeld anzutreffen, in welchem auch zunehmend geschichteter Tachhydrit – als Übergang zum Teutschenthaler Grubenfeld – vorkam. In stratigraphischer Hinsicht trat unterhalb der letzten vier an den Grauen Salzton grenzenden Metern die größte Tachhydritführung auf; unmittelbar unter dem Grauen Salzton war das Kalilager tachhydritfrei (Auftreten von Anhydritkristallen).
Im Teutschenthaler Grubenfeld wurde in Durchschnittsanalysen von rund 400 Bohrungen ein Magnesiumchlorid (MgCl2)-Überschuss von 0,75 % sowie ein CaSO4 · 2H2O von 1,07 % nachgewiesen. Beide Werte gelten als Ausdruck für den Tachhydritgehalt des Salinars.
Im Ostfeld des Salzmünder Sattels sind verschiedentlich bis zu zwei Meter mächtige Nester von geschichtetem siegellackroten Hartsalz angefahren worden. An sonstigen Besonderheiten sind innerhalb des Salzmünder Kalilagers – speziell im Südfeld – größere Sylvinnester, bischofitführende Spalten und Staßfurtit-Knollen (auch unter dem Namen Boracit bekannt, chemisch Mg3B7O13Cl) erwähnenswert.
Die Hydrogeologie im Bereich des Schachtes Salzmünde war unproblematisch. Die wasserführenden Schichten des Känozoikums sind zum einen an die mit Verwitterungsschutt gefüllten Täler (Salzke), zum anderen an die durch Auslaugung löslicher Gesteine an der Erdoberfläche entstandenen Hohlformen gebunden (z. B. die Auslaugungssenke des Röt oberhalb des Salzke-Breitsattels). Die Verbreitung und Ergiebigkeit dieser Schichten sind wegen der geringen Niederschläge und der kleinen Einzugsgebiete gering. Hauptwasserleiter sind die mächtigen und gut permeablen Sandsteinbänke des Mittleren Buntsandsteins. Im Unteren Buntsandstein sind die Rogenstein-Bänke wasserführend.

## Die finanziell-betriebswirtschaftlichen Verhältnisse

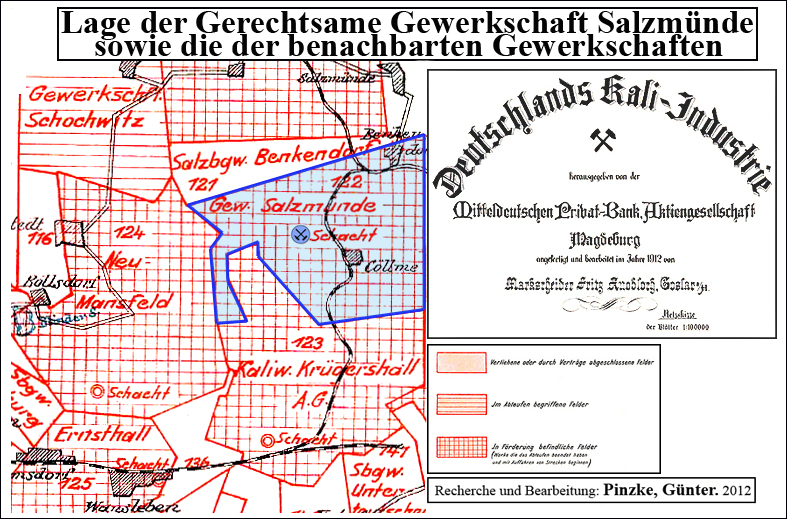
Lage der Gerechtsame der „Gewerkschaft Salzmünde“

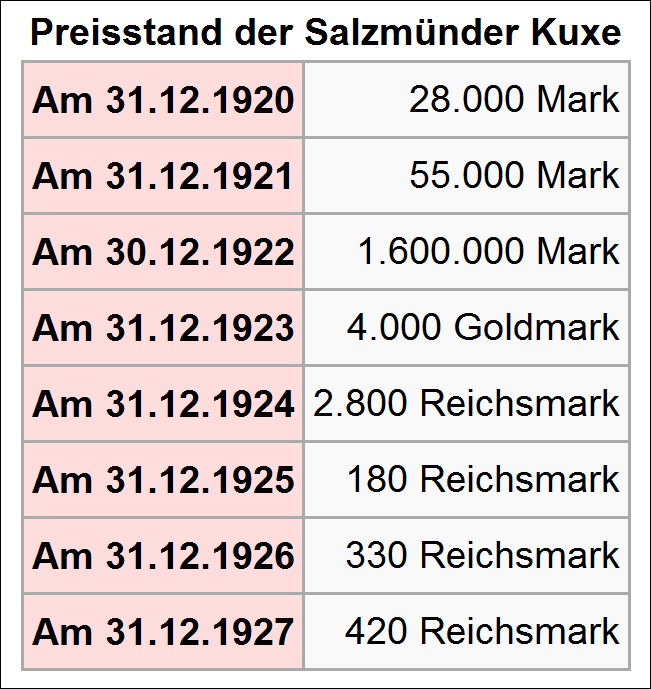
Preisstand der Kuxe der Gewerkschaft Salzmünde 1920 bis 1927

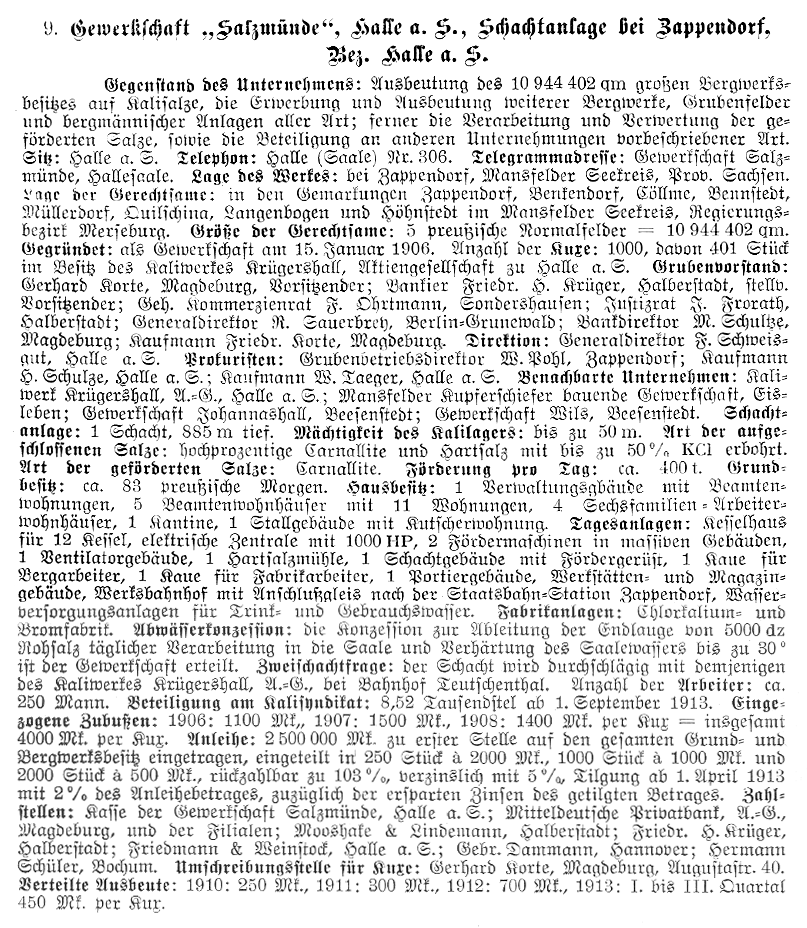
Finanziell-wirtschaftliche Angaben zur Gewerkschaft Salzmünde im Jahr 1914

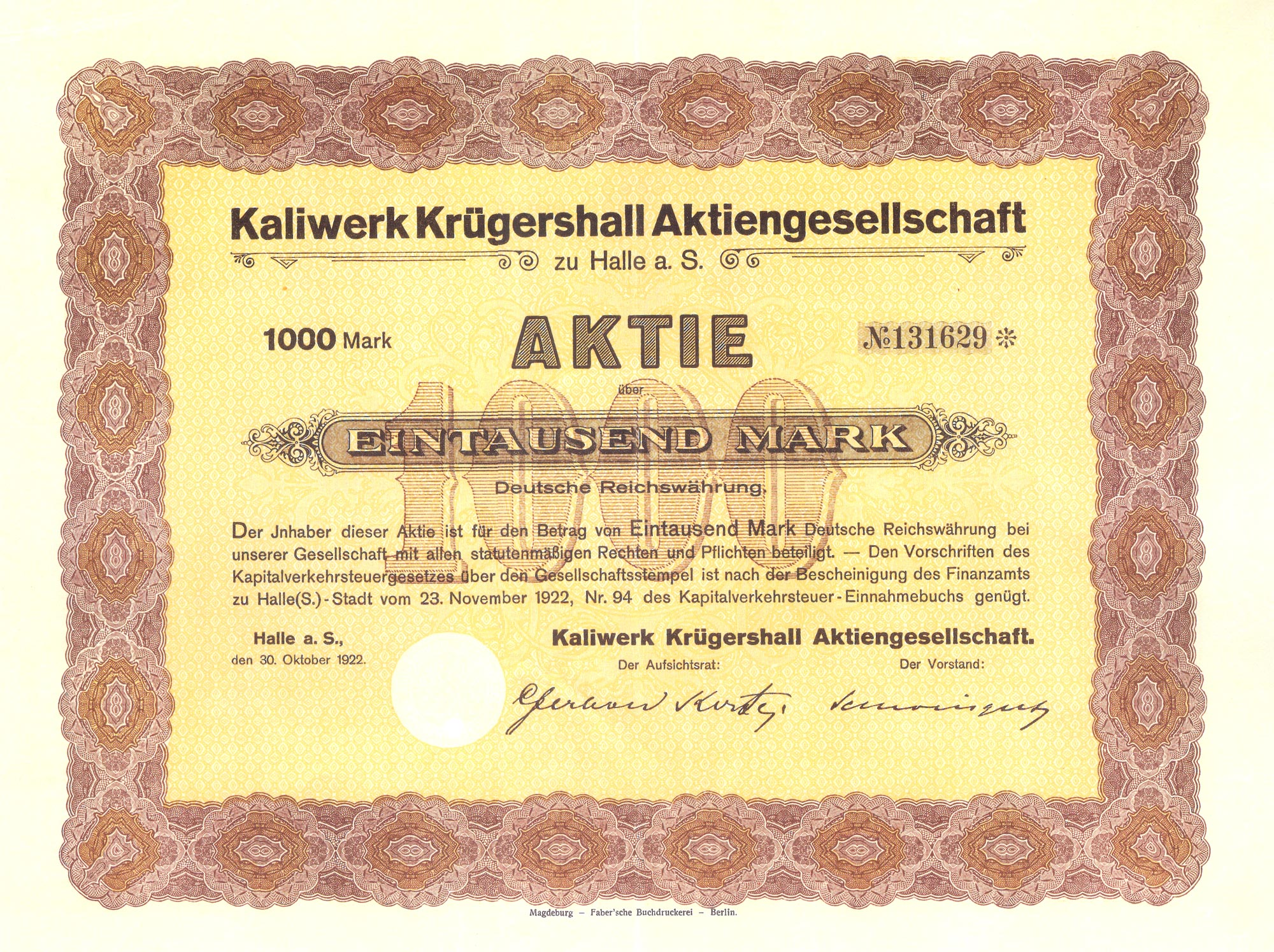
Aktien-Schein der Kaliwerke Krügershall Aktiengesellschaft

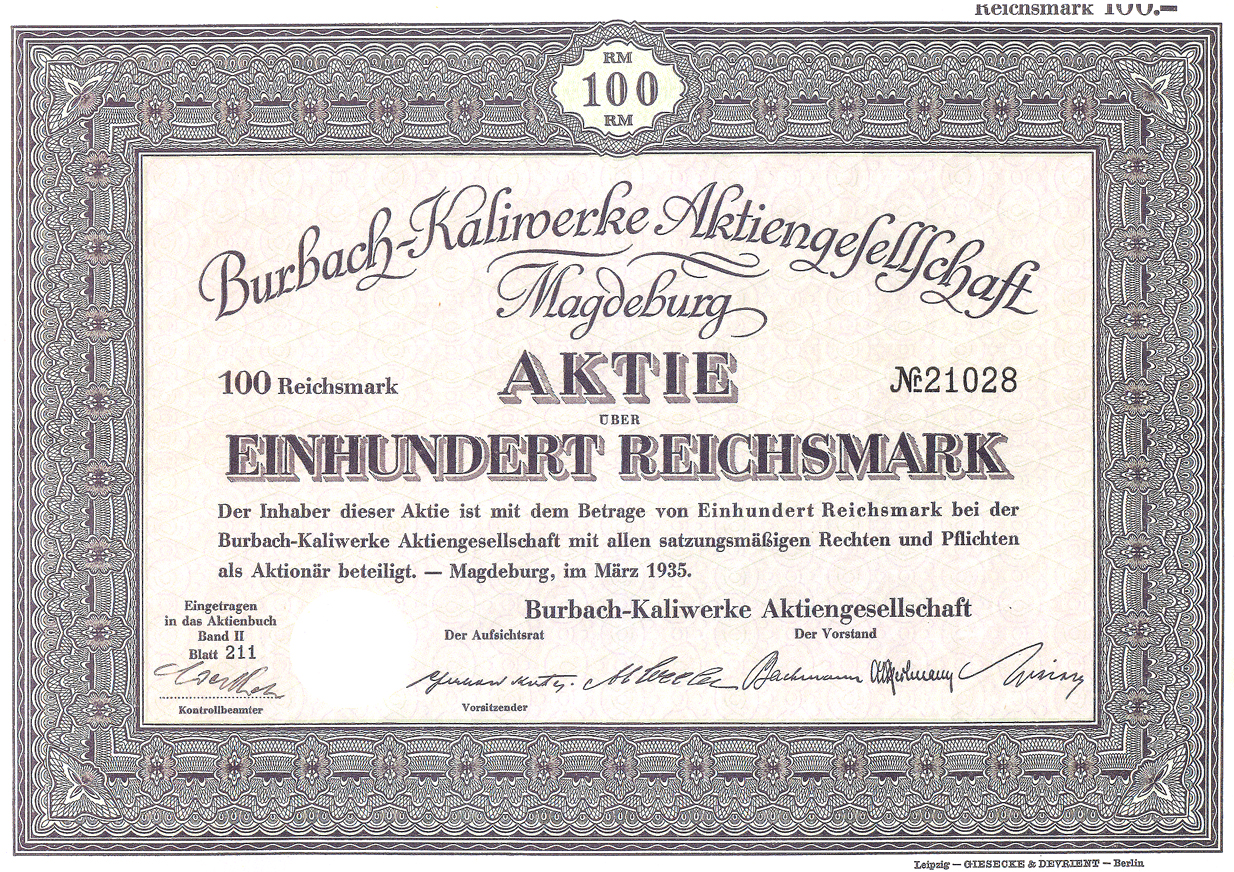
Aktien-Schein der Burbach-Kaliwerke AG

Die Gerechtsame von 5 preußischen Normalfeldern in den Gemarkungen Salzmünde und Langenbogen (territorial einst: Mansfelder Seekreis der Provinz Sachsen), wurden vom ehemaligen Oberbergamt Halle auf Steinsalz und beibrechende Salze verliehen. Die Gründung der Gewerkschaft Salzmünde erfolgte am 15. Januar 1906, durch Abzweigung einer Anzahl Felder von der Gerechtsame des Kaliwerkes Krügershall als preußische Gewerkschaft. Der ursprüngliche Name der Gewerkschaft Salzmünde war Gewerkschaft Ernst Albertshall, der dann in Salzmünde umgeändert wurde. Weitere Einzelheiten zur Gesellschaft und ihrer engen Verflechtung zur benachbarten „Kaliwerk Krügershall A.G.“ zeigen die rechts stehenden Angaben aus dem Jahre 1914.
Anzahl der Kuxe1: Die üblichen 1000 Kuxe bei Gründung der „Gewerkschaft Ernst Albertshall“ zu Gotha teilten sich hälftig die Bankiers Siegfried Weinstock aus Halle a.S. und Friedrich Heinrich Krüger aus Halberstadt.
Infolge Statutänderung wird der Gesellschaftsname in „Gewerkschaft Salzmünde“ geändert und der Verwaltungssitz nach Halle a.S. verlegt. Vorsitzender: Bankier Weinstock, Stellvertreter: Bankier Krüger (beide Mitinhaber/Filialleiter der Mitteldeutschen Privatbank AG).
Im Ergebnis der Gewerkenversammlung vom 21. Februar 1906 werden die Gewerkenanteile wie folgt neu vergeben: 374 Kuxe an Bankier Weinstock, 375 Kuxe an Bankier Krüger sowie 251 Kuxe an das benachbarte Kaliwerk Krügershall A.-G.; Beschluss einer Zubuße von 4 Mill.Mark = 4000,-M / Kuxe. Am 10. Oktober 1907 erwirbt das Kaliwerk Krügershall weitere 100 Kuxe und besitzt nun 351 Kuxe.
Grubenvorstand:
Direktor: Ferdinand Schweisgut zu Halle a.S.; Vorsitzender: Bankier Weinstock; stellvertretende Vorsitzende: Bankier Krüger, Justizrat Joseph Frorath zu Halberstadt, Stadtrat Franz Ohrtmann zu Halberstadt
Am 18. November 1907 besitzen diese 5 Vorstandsmitglieder je 20 Kuxe = 100 Kuxe.
24. Juni 1906 bis 22. August 1907: nacheinander Verleihung des Bergwerkseigentums der 5 einzelnen Bergwerksfelder und zuletzt Vereinigung aller 5 Felder als „Salzmünde“ (nach Angaben gemäß Verhandlungen und Beglaubigungen vor dem königlichen Notar Albert Herzfeld).
1912: erwirbt die Gewerkschaft Burbach die Mehrheit der Aktien der Krügershall A.-G.
Aufsichtsratsvorsitzender wird Herr Gerhard Korte aus Magdeburg.

1912: erwirbt die Krügershall A.-G. weitere 50 Kuxe der Gewerkschaft Salzmünde und hat nun 401 Kuxe.

1912: Gerhard Korte wird Vorsitzender des Grubenvorstandes der Gewerkschaft Salzmünde.

1922: erwirbt die Krügershall A.-G. weitere 100 Kuxe, so dass ihr Besitz an der Gewerkschaft Salzmünde nun 501 Kuxe beträgt. 2. Oktober 1923: Die Gewerkenversammlung beschließt eine weitere Erhöhung der Kuxe von ursprünglich 1.000 auf 5.000 Stück, wovon sich die Mehrheit jetzt im Besitz der Kaliwerk Krügershall A.-G. befand.
Zweischachtfrage: Am 15. Mai 1925 wurde die Verbindungsstrecke zum südlich gelegenen Kaliwerk Krügershall, die im Oktober 1912 begonnen wurde, durchschlägig. Der Schacht Salzmünde wird als Fluchtschacht betriebsbereit gehalten und dient gleichzeitig als ausziehender Wetterschacht für das Krügershaller Grubenfeld.
Kalisyndikat: Im März 1909 wurde ein provisorischer Vertrag geschlossen, nach welchem die Gewerkschaft berechtigt war, im Mai und Juni 1909 Waren im Werte von 100.000 Mark an das Syndikat zu liefern. Laut notariellem Vertrag vom 13. Dezember 1909 war die Gewerkschaft dem Syndikat mit der Quote von Krügershall für 1909 rückwirkend ab 1. November 1909 und mit der Quote von Ludwigshall für die neue Syndikatsperiode beigetreten; die definitive Aufnahme erfolgte am 21. Dezember 1909.
Weitere Quoten wechselten jährlich mit fallender Tendenz, so z. B. 1921 mit 5,5515 Tausendstel auf nur noch 4,6258 Tausendstel ab Oktober 1932.
Tagesanlagen: An Tagesanlagen waren vorhanden: Ein normalspuriges Anschlussgleis zum ehemaligen „Staatsbahnhof Zappendorf“, die elektrische Zentrale mit 500, 350 und 70 PS Dampf-Leistung. Des Weiteren Werkstätten, Wasserversorgungsanlagen, Verwaltungsgebäude mit Wohnungen, Hauptfördermaschine und Nebenfördermaschine nebst massiven Gebäuden, Hauptgrubenlüfter mit unterirdischem Wetterkanal mit einer Leistung von max. 4.500 m³ Leistung/min, ein schmiedeeisernes Fördergerüst nebst Schachtgebäude und Plateau. Ein massives Kesselhaus für 14 Kessel nebst Überhitzern, 2 Schornsteine (55 m und 85 m hoch).
Haus- und Grundbesitz: Etwa 85 preußische Morgen, ein Verwaltungsgebäude mit Wohnungen, 7 Beamtenwohnhäuser mit insgesamt 26 Wohnungen, 4 Sechsfamilien-Arbeiterwohnhäuser, ein Ledigenwohngebäude, eine Kantine, ein Stallgebäude mit Kutscherwohnung sowie ein Wirtschaftsgebäude.
Die Übernahme der ehemaligen „Gewerkschaft Salzmünde“: Die Gewerken der Gewerkschaft Salzmünde beschlossen auf einer außerordentlichen Gewerkenversammlung am 12. Dezember 1928 die Liquidation der Gewerkschaft und die Veräußerung des Gesamtvermögens an die Burbach-Kaliwerke A.-G. Im Umtausch bot diese Aktiengesellschaft den Gewerken pro Kux nominell 280 Reichsmark-Krügershall-Aktien mit einem Bezugsrecht auf junge Aktien im Verhältnis 1: 3. Das Umtauschangebot erging mit Wirksamkeit ab 15. Januar 1929.
Die Schachtanlage Salzmünde galt danach als sogenanntes „Reservewerk“, auch als „Bereitschaftswerk“ bezeichnet. Ab 1. Juli 1924 ruhte der Kaligewinnungsbetrieb. Die Beteiligungsziffer des Werkes wurde durch den neuen Konzern ausgeschöpft.

### Grubenfeld und Schachtbau
Das Grubenfeld des Kalisalz-Bergwerkes erstreckt sich ca. 1.000 m in südwestlich-nordöstlicher und ca. 400 m in nordwestlich-südöstlicher Richtung.
Höhe Rasenhängebank: + 93,30 m NN; Am Schacht angeschlagene Sohlen / Füllörter: 1.- Sohle (Wettersohle): – 736,70 m NN, 2.- Sohle (Hauptsohle): −774,70 m NN.
In der Schachtröhre aufgeschlossenes Salinar: bis 569,3 m Teufe Steinsalz (Naj); bis 705,0 m Teufe Anhydrit, bis 751,0 m Teufe Carnallit; bis 782,5 m Teufe Steinsalz (Naä).
Mit dem Bau des Schachtes Salzmünde wurde am 18. September 1906 bei Zappendorf begonnen. Anfang Januar 1907 hatte man eine Teufe von etwa 75 m, am 25. Januar 1908 bereits eine Teufe von 415 m erreicht. Der Schacht stand im wasserfreien Gebirge, nachdem bei 320 m die letzten Wasser abgeschlossen waren. Im Juni 1908 wurde bei 660 m Teufe das Salinar erreicht. Nach Erreichen einer Teufe von 750 m wurden die Abteufarbeiten zeitweise eingestellt, um mittels eines Querschlages von hier aus das Kalilager zu erkunden. Dieses Vorhaben wurde kurz darauf aufgegeben und das Abteufen des Schachtes wieder aufgenommen. Zunächst untersucht man durch eine Vertikalbohrung die weitere Schichtenfolge. Hierbei wurde von 816 m bis 866 m kompakter Anhydrit, von 866 m bis 879 m Salzton und von 879 m bis 909,15 m ein Kalilager mit hochprozentigem und überaus gleichmäßigem Carnallit durchbohrt. Auf einer bei 868 m Teufe angesetzten Hauptfördersohle ist dann auch das Kalilager angefahren worden. Bei Teufe 830 m wurde ein Wetterquerschlag angesetzt, mit welchem bei 58 m Entfernung ebenfalls das Kalilager (von 30 m Mächtigkeit) angefahren wurde. Der Schacht ist bis zur Endteufe von 888 m niedergebracht. Es war beabsichtigt, das bei Müllerdorf erbohrte Hartsalzlager durch einen Querschlag vom Schacht aus aufzuschließen (die dortige Tiefbohrung Salzmünde II erbohrte nämlich im Teufenbereich von 636,70 m bis 642,20 m ein 5,50 m mächtiges Hartsalzvorkommen mit einem Chlorkaliumgehalt bis zu 50,5 %).
Der Schacht hat bis zur Teufe von 3 m einen Durchmesser von 7,50 m, von da ab einen solchen von 5,25 m. Bis 19 m Teufe steht er in Mauerung, von da ab bis 344 m in Deutschen Tübbings. Im Bereich von 302 m bis 325 m ist hinter den Tübbingen eine Mauerung verblieben. Der weitere Bereich von 344 m bis 879 m ist in 2-steiniger Mauerung ausgekleidet; der restliche Bereich bis zur Endteufe von 888 m wiederum in Deutschen Tübbings (Wandstärke 30 mm). In den Teufen von 155 m bis 180 m sowie von 300 m bis 325 m sind zur Abriegelung von Traufwässern noch zusätzlich vor dem Mauerwerk Tübbings verbaut worden. Die Hauptfördersohle ist bei Teufe 868 m angeschlagen.

### Aus- und Vorrichtung, Abbau- und Versatzverfahren
Das Kaliwerk Salzmünde förderte von 1908 bis 1925 Carnallit und geringe Mengen Hartsalz.
Die 732-m-Sohle steht im Bereich des Leine-Steinsalzes (Na3). Sie ist nur circa 110 m lang und hat keine weitere Verbindung zum übrigen Grubenfeld.
Die 830-m-Sohle war die ehemalige Wettersohle; die 868-m-Sohle war die ehemalige Hauptfördersohle.
Der Kaliabbau erfolgte nur im SW-NO streichenden Bereich des Salzmünder Sattels. Das Einfallen beträgt hier zwischen 10 und 30 Grad. Das Kaliflöz wurde in dieser engbegrenzten Salzkuppel vom Liegenden zum Hangenden hin nahezu vollständig abgebaut.
Die Aus- und Vorrichtung erfolgte in nachstehenden Sohlen: Auf der II.- (−765 m NN), III.- (−758 m NN), IV.- (−752 m NN), V.- (−744 m NN) VI.- Firstensohle (−737 m NN) im Bereich der Nordflanke sowie auf der II.- (−763 m NN), III.- (−756 m NN) und IV.-Firstensohle im Bereich der Südflanke des Salzmünder Sattels.
Auf der 868-m-Sohle (Hauptfördersohle), Niveau −774 m NN: Auf der I. Unterwerkssohle (−790 m NN) sowie der II. Unterwerkssohle (−800 m NN) im Bereich der Südflanke des Salzmünder Sattels.
An der Nordflanke erstreckten sich die Abbaue von der Hauptfördersohle bis zur V. Firstensohle; an der Südflanke von der Hauptfördersohle bis zur IV. Firstensohle. Im Bereich der Unterwerkssohlen wurden keine Abbaue angelegt.
Die Verbindungsstrecke zum Grubenfeld Teutschenthal beginnt auf Salzmünder Seite im Teufenniveau −770,8 m NN und mündet auf Teutschenthaler Seite am Fuße eines Blindschachtes im Teufenniveau −774,8 m. In diese Verbindungsstrecke wurde ein Dammtor eingebaut, deren Funktionstüchtigkeit jedoch in den Jahren verloren ging.
Das vorhandene Grubenhohlraumvolumen der Salzmünder Grubenfeldes wurde auf Basis der vorliegenden Förderzahlen berechnet und zeigt nachstehende Bilanz:
Gesamthohlraum: 780.000 m³, davon Aus- und Vorrichtungsbaue 80.000 m³, versetzte Hohlräume 550.000 m³ sowie letztlich offene Grubenhohlräume von 230.000 m³. Diese Zahlen wurden 1975 errechnet. Heute (2012) ist infolge der natürlichen Konvergenz der Grubenbaue sowie zugelaufener Tropfwässer sowie eingeleiteter Salzlösungen (etwa 90.000 – 100.000 m³) von geringeren Werten auszugehen (der Autor dieses Artikels schätzt ihn auf max. 80.000 m³).
Pelzel u a. (1975) kamen in ihrer geomechanischen Einschätzung zu der Überzeugung, dass aus Erfahrungen anderer Kaliwerke, die unter ähnlichen Bedingungen abgebaut haben, das hier angewandte Abbausystem trotz der geringen Pfeilerbreiten als relativ stabil betrachtet werden kann und nur geringe Senkungen an der Tagesoberfläche bewirken. Aufgrund des Einfallens der Kalilagerstätte hat das Grubenfeld in querschlägiger Richtung nur eine geringe Ausdehnung. An der Nordflanke sind es maximal 120 m und an der Südflanke 150 m. Dadurch wird das Deckgebirge weitestgehend von den Abbaurändern getragen, sodass der auf die Abbaupfeiler wirkende Überlagerungsdruck reduziert wird. Lagerungsverhältnisse und Abbauverfahren ermöglichten das Einbringen eines dichten Versatzes, der sowohl durch Seitendruck die Tragfähigkeit der Abbaupfeiler erhöht, als auch Stützfunktion gegen das Hangende und Liegende übernehmen kann.
Trotz bestehender wesentlicher Unterschiede nahmen die Autoren eine Einschätzung der Standsicherheit nach den in DDR-Zeiten gültigen Dimensionierungsrichtlinien des VEB Kaliwerk Teutschenthal vor. Danach errechneten sie ohne Berücksichtigung eingebrachten Versatzes folgende Sicherheitsfaktoren:
Nordflanke: n = 0,8 bis 1,2. Südflanke: n = 1,0 bis 1,6. Erforderlich wären Sicherheitsfaktoren von ca. n = 5,0.
Reduziert man die in diese Berechnung eingehende Abbauhöhe auf die über dem Versatz verbleibende freie Höhe, so ergeben sich folgende Sicherheitsfaktoren:
Nordflanke: n = 2,0. Südflanke: n = 2,4. Erforderlich wären Sicherheitsfaktoren von ca. n = 3,0. Somit war diesen Berechnungen nach von einer Unterdimensionierung des Grubenfeldes auszugehen. Jedoch lassen die geringe Ausdehnung des Grubenfeldes und die damit verbundene Stützwirkung der Baufeldränder das Grubenfeld soweit stabil erscheinen, dass Gebirgsschläge oder Pfeilerzusammenbrüche in Größenordnungen nicht zu befürchten sind. Die in den Streckensystemen beobachteten Gebirgsdruckerscheinungen (Konvergenzen) sind für die Teufenlage dieser Grubenbaue als normal anzusehen.

### Die fabrikatorische Verarbeitung der geförderten Salze
Das Kaliwerk Salzmünde war verarbeitungstechnisch autark. Es verfügte über eine Chlorkalium-, Brom-, Bittersalz- und Sulfatfabrik. Die Chlorkaliumfabrik hatte eine Kapazität von täglich 5.000 dz Rohsalz. Den Kali-Absatz der Kalifabrik Salzmünde von 1913 bis 1925 zeigt die linksstehende Tabelle. Die Ableitung der Endlaugen in die Saale bei Zappendorf unterhalb des Pfütztals ist am 7. Februar 1908 vom zuständigen Bezirksausschuss genehmigt worden. Der von den Adler-Kaliwerken und der Stadt Magdeburg hiergegen erhobene Einspruch wurde vom Ministerium als gegenstandslos zurückgewiesen. Nach der somit definitiv erteilten Konzession durften die Fabrikabwässer von bis zu 8.000 dz täglicher Verarbeitung der Saale bis zu einer Härte des Abwassers von 30o dH zugeführt werden. Zur Abführung der Endlaugen durfte die Gewerkschaft Salzmünde die Leitung von Krügershall mitbenutzen.

## Die Stilllegung des Kaliwerkes Salzmünde
Zu Beginn des 20. Jahrhunderts erlebte die Bohrtätigkeit in Deutschland zur Suche von Kalisalz und Steinkohle einen wahren Boom.
Um die Ausuferung der Schaffung immer neuer Kaliwerke (sowie auch Steinkohlengruben) und damit Überproduktionen zu unterbinden, beschloss der preußische Landtag auf Antrag des Abgeordneten Karl von Gamp-Massaunen u. a. das „Gesetz, betreffend die Abänderung des Allgemeinen Berggesetzes vom 24. Juni 1865/1892, vom 5. Juli 1905 (G.B, S. 265)“, so bezeichnet als Lex Gamp.
Es führte zunächst zu einer vorläufigen Mutungssperre von zwei Jahren auf Kalisalze und Steinkohle. Das bedeutete, dass nur der Staat Bergwerkseigentum erwerben konnte. Dieser konnte es in Form eines zeitlich beschränkten dinglichen Gewinnungsrechts Dritten übertragen.
Die Lex Gamp war der Beginn weiterer staatlicher Eingriffe zur Vermeidung von Monopolbildungen bis hin zur Regulierung von Preisen und die durch maßlose Zunahme von Kalibergwerken bedingte Überproduktion. Letzterem diente auch die sogenannte Stilllegungsverordnung vom 22. Oktober 1921.
Im § 83a dieser Verordnung heißt es:

„Eine Änderung der für die Einschätzung maßgebenden Verhältnisse bleibt bis zum 31. Dezember 1953 auf den Fortbestand und die Höhe der Beteiligungsziffer derjenigen Werke ohne Einfluss, welche bis zu diesem Zeitpunkt freiwillig stillgelegt werden. Eine dahingehende unwiderrufliche Erklärung ist bis zum 1. April 1923 (verlängert bis 31. Dezember 1926) der Kaliprüfungsstelle abzugeben. Diese setzt unter Berücksichtigung der wirtschaftlichen Verhältnisse, insbesondere der Salzvorräte, den Zeitpunkt fest, bis zu welchem die Stilllegung durchgeführt sein muss; eine Verlängerung dieser Frist über den 1. April 1924 hinaus ist nicht zulässig. Eine Stilllegung im Sinne dieses Absatzes bedingt, dass jede Förderung von nutzbaren Mineralien aus dem stillgelegten Schachte unterbleibt. Ausnahmen kann nur der Reichswirtschaftsminister nach Anhörung des Reichskalirates und der Kaliprüfungsstelle bewilligen.“

Die Einstellung der Produktion auf dem Kaliwerk Salzmünde erfolgte 1924. Ein Großteil der Belegschaft wurde vom Werk Krügershall in Teutschenthal übernommen. Die Bittersalzfabrik wurde demontiert und im Kaliwerk Teutschenthal wieder aufgebaut. Der Verwaltungssitz der Salzmünder Gesellschaft wird von Halle nach Teutschenthal verlegt. Die Förderquote übernehmen das Kaliwerk Teutschenthal und andere Kaliwerke des Burbach-Konzerns.

## Zustand der Schachtanlage im Jahre 2006

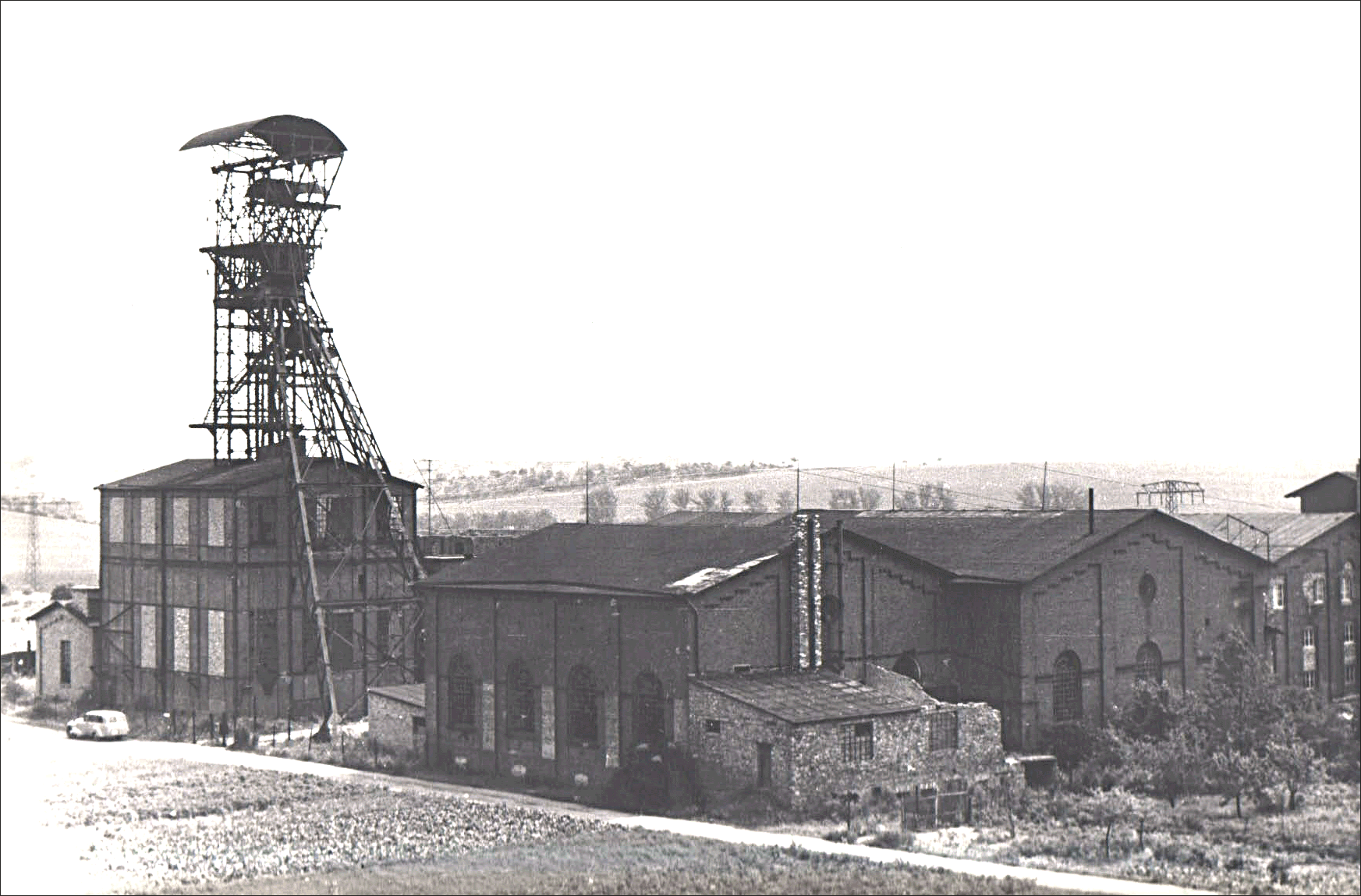
Ansicht der Schachtanlage Salzmünde anno 1964

Zu Beginn der 80er Jahre konnte auf den Schacht Salzmünde als Flucht- und ausziehender Wetterschacht verzichtet werden. Unterhalb der Tübbingsäule wurde vom VEB Schachtbau Nordhausen im Oktober 1981 ein Betonpfropfen eingebaut (Unterkante des Pfropfens bei 354,5 m Teufe, also an der Obergrenze der Sandstein-Schieferton-Zone; Oberkante des Pfropfens bei 345,5 m Teufe. Auf den Betonpfropfen wurde eine Tonpackung von 6,5 m Mächtigkeit und über diese eine Kiesschüttung von 1,5 m Mächtigkeit eingebaut). Darüber wurden die Tübbings angebohrt, um dem Grundwasser aus dem Mittleren Buntsandstein den Zutritt in die Schachtröhre zu erlauben. Eine Messung des Wasserspiegels in der Schachtröhre am 19. November 1981 fand diesen bei 242,4 m Teufe. Diese Abpfropfung der Schachtröhre Salzmünde stellt nicht die endgültige Schachtverwahrung dar. Diese wird im Gesamtkomplex der Verwahrung der drei miteinander verbundenen Grubenfelder und deren Tagesschächte realisiert.
1983 genehmigte die Bergbehörde Erfurt den Betriebsplan zur Verwahrung des Grubengebäudes durch Verfüllen der leeren Grubenhohlräume mittels Calcium- und Magnesiumchlorid-Lösungen. Die Einleitung beginnt am 30. Januar 1984 über eine Fallleitung im Schacht Teutschenthal. Der freie Austritt der Sole aus der Leitung am Beginn des Wetterflachens nach Salzmünde stellte sicher, dass die Lösungen über den früheren Flucht- und Wetterweg in das deutlich tiefere Grubenfeld der Schachtanlage Salzmünde flossen.
Weil langfristig – nach Betriebsschluss des heutigen GTS-Versatzbergwerkes Teutschenthal – infolge der natürlichen Konvergenz des Grubengebäudes die eingeleiteten salinaren Lösungen in das Grubenfeld Teutschenthal übertreten und aus dem dort eingebrachten Versatzmaterial Schadstoffe auslösen könnten, ist der Einbau von Dammbauwerken in der Verbindungsstrecke zum Grubenfeld Teutschenthal vorgesehen. Damit wird dann jedes Risiko beseitigt, dass schadstoffbelastete Lösungen über Schwachstellen in der Barriere des Grubenfeldes Salzmünde in die Hydrosphäre gelangen können.

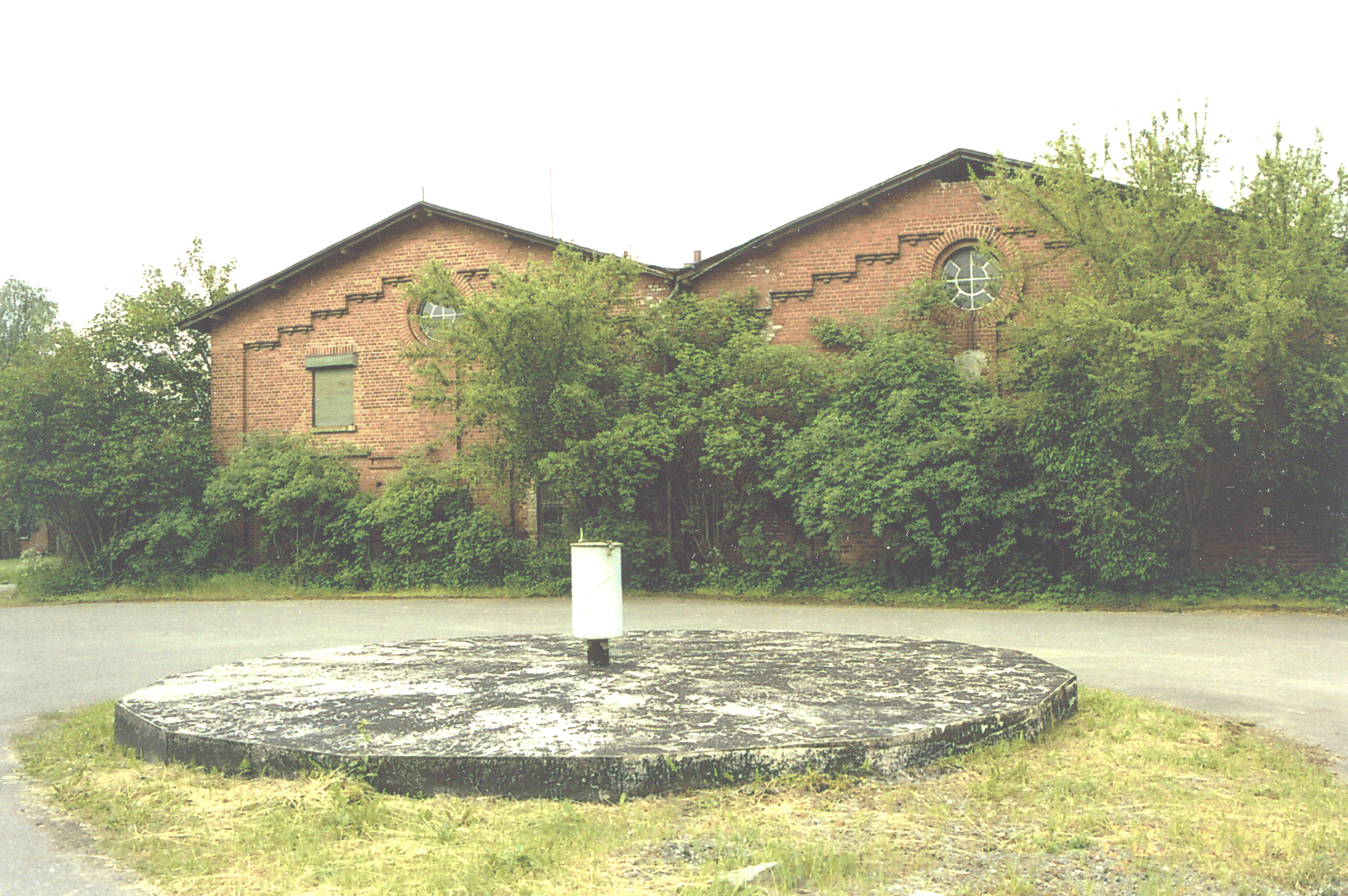
Ansicht der Schachtkopfsicherung des Schachtes Salzmünde

Knoll u. a. (2006) kamen zu der Einschätzung, dass das Grubenfeld Salzmünde durch das Einleiten von gegenüber dem Wirtsgestein inerten Flüssigkeiten in hohem Maße als sicher verwahrt gelten kann. „Gewisse Risikofaktoren ergeben sich daraus, dass der Langzeitsicherheitszustand wegen Unkenntnis der genauen Dimensionen der Abbaupfeiler und der konkreten Dimensionen der geologischen Barriereelemente nicht quantitativ nachweisbar ist und daraus, dass der Verbindungsgrubenbau zwischen den GF TEU und SAL, der das tektonische Element Salzkedepression durchörtert, ebenfalls wegen fehlender geologischer und geomechanischer Parameter nicht in seinem Deformationsverhalten und seiner Einflüsse auf die dort komplizierter gestaltete geologische Barriere berechenbar ist. Aus diesen Gründen muss die Forderung nach langzeitsicherer Abtrennung zum GF TEU aufrechterhalten werden. Es wird weiter für erforderlich gehalten, im Rahmen einer 2. Fortschreibung des Langzeitsicherheitsnachweises die Situation des GF SAL erneut zu analysieren und im Zuge dieser Analyse die konkreten Dichtheitsanforderungen, die an die Absperrbauwerke zwischen den GF TEU und SAL zu stellen sind, konkret zu quantifizieren. Zu diesem Zeitpunkt liegen weitere Ergebnisse der FuE-Arbeiten zu Dammbauwerken im Carnallitit vor und die im GF TEU im Ergebnis der Anwendung des Dickstoff-Versatzverfahrens am Ende der Betriebszeit tatsächlich vorhandenen Fluide kann fundierter abgeschätzt werden.“
1. 1 2 3 4  Grubenfeld Teutschenthal
2. 1 2 3  Grubenfeld Salzmünde